# Polesí
Polesí (jusqu'en 1950 : Rymberk ; en allemand : Rimberg) est une commune du district de Pelhřimov, dans la région de Vysočina, en République tchèque. Sa population s'élevait à 114 habitants en 2024.

## Géographie
Polesí se trouve à 6,5 km au sud-ouest de Horní Cerekev, à 15,5 km au sud de Pelhřimov, à 27,5 km au sud-ouest de Jihlava à 106 km au sud-est de Prague.
La commune est limitée par Veselá et Bělá au nord, par Počátky à l'est et au sud, et par Častrov à l'ouest.

## Histoire
La première mention écrite de la localité date de 1457.

## Transports
Par la route, Polesí se trouve à 9 km de Horní Cerekev, à 19 km de Pelhřimov, à 33 km de Jihlava, et à 135 km de Prague.